# Harald Raasløff
Harald Iver Andreas Raasløff (4. oktober 1810 i København – 4. november 1893 på Frederiksberg) var en dansk minister. Han var broder til krigsminister Waldemar Raasløff.
H.I.A. Raasløff var søn af kaptajnløjtnant, senere indrulleringschef, Andreas Raasløff (1774-1851) og Johanne Catharine f. Hansen (1785-1874). Ved faderens forflyttelse til Altona 1813 fulgte han med og tilbragte sin barndom i Holsten; kom senere til Sorø Akademi og blev 1828 student herfra. 1834 blev han juridisk kandidat, arbejdede i nogle år på stiftamtmandens kontor i København og blev 1838 volontær i Kancelliet, 1841 kancellist og 1845 kancellisekretær. 1847 blev han assessor i Kriminalretten og 1851 medlem af overjustitskommissionen for Slesvig, den senere appellationsret i Flensborg. Her fra forflyttedes han i foråret 1854 til departementschef i det slesvigske ministerium og udnævntes samtidig til konferensråd. Han havde hidtil holdt sig uden for det offentlige liv (var kun i nogle år, 1847-51, formand for Frederiksberg Sogneforstanderskab) og kun deltaget i litteraturen med et lille juridisk skrift, Om Mundtlighedsprincippets Anvendelse i den kriminelle Retspleje (1846), og med et politisk flyveskrift, Det slesvigske Spørgsmaal, et Bidrag af Theophilus (november 1848). I dette sidste, der synes at være blevet aldeles upåagtet, fremhæver han med stor uhildethed de tyske sydslesvigeres naturlige krav på at forblive i forbindelse med Holsten som ligestillet med de danske nordslesvigeres ønske om tilslutning til kongeriget og sammenstiller det danske forlangende om Slesvigs indlemmelse under en fælles forfatning med slesvig-holstenernes om Slesvigs optagelse i Det tyske Forbund. Som den rette løsning tilråder han en deling af Slesvig (med delingslinje Slien-Husum), således at den sydlige del knyttes til Holsten, medens resten forbliver et selvstændigt, dog nærmest til Danmark knyttet mellemled. Den nærmere ordning burde ske ved en forsamling af 8 danskere, 8 holstenere og 12 slesvigere samt 7 svensk-norske og 7 tyske voldgiftsmænd. Som man ser, søgte han med største upartiskhed at opnå en virkelig løsning af den nationale strid.
Da L.N. Scheele i december 1854 skulle danne et nyt ministerium, tilbød han Raasløff posten som minister for Slesvig. Kun modstræbende gik han ind derpå, og allerede 18. februar 1856 tog han sin afsked, fordi han misbilligede den afskedigelse, Scheele havde foretaget af Preusser og en anden holstensk overappellationsretsråd. Det hed den gang almindelig, at hans afgang skyldtes en artikel i Berlingske Tidende under mærket R., hvori der krævedes ændring af sprogreskripterne for nogle få sognes vedkommende, og som han regnedes at være forfatter til. Dette var han dog ikke; men at han i grunden delte denne opfattelse, fremgik af et skrift, han udgav 1858: Die schleswigsche Sprachsache, ligeledes under mærket Theophilus (oversat 1860). Thi her udtalte han sig bestemt imod den tankegang, der til dels lå i sprogreskripterne 1850-51, i modsætning til, hvad der havde været formålet for deres uudførte forløber 1810. Da ville man nemlig kun værge og frede det danske sprog, hvor det endnu var fuldt levende, medens man nu forsøgte at fordanske på ny egne, i hvilke det i virkeligheden var gået til grunde; dette gjaldt især om Angel, der formentlig var mere tysk end dansk. Han krævede derfor, med henvisning til N.F.S. Grundtvig og A.F. Tscherning, at man skulle indrømme den størst mulige sprogfrihed og lade den naturlige udvikling råde. Endnu samme år udgav han Die Verfassungszustände der dänischen Monarchie und der deutsch-dänische Konflict og hævdede heri med stor styrke den konstitutionelle helstat, som den var ordnet 1852-55, afviste de slesvig-holstenske klager og fandt den lovede ligestilling gennemført netop ved repræsentationen i Rigsrådet efter folketallet. Den samme mening udvikledes videre i Die deutschen Forderungen und die dänische Monarchie (1859), der særlig betegnede det såkaldte kuriesystem som praktisk uudførligt og politisk, konstitutionelt og statslig umuligt.
Et halvt år efter dette skrifts udgivelse, 24. februar 1860, blev Raasløff optaget i det omdannede hall'ske ministerium som minister for Holsten og Lauenborg, og uagtet han altså ingenlunde havde udtalt sig gunstig om holstenernes krav, modtoges han dog med velvilje af dem for sit kendskab til tysk sprog og tankegang. Det samme var tilfældet, da han i marts 1861 mødte som kongelig kommissarius ved stænderforsamlingen i Itzehoe. Dog her brast det for ham. Thi da han ikke gav så klare og bestemte svar på de faldne udtalelser, som man kunne have ventet efter de instruktioner, han havde fået, og tvært imod kastede et skær af tvetydighed og tvetungethed over den øvrige regering og særlig over C.C. Hall, blev han straks efter sin tilbagekomst til København afskediget som minister (30. marts) og hans færd offentlig dadlet i en indberetning fra ministeriet til kongen. For at retfærdiggøre sig udgav han Mit Tilsvar med skarpe angreb på Hall, der ikke havde sat ham ind i regeringens opfattelse, og den samme bitterhed kom til orde i Det slesvigske Spørgsmaal (marts 1863) og Den hallske Politik (december 1864), i det han skånselløst angreb hele den nationalliberale styrelse, særlig i Slesvig. 1864 var han en af Augustforeningens stiftere og ledere, og i et par småskrifter, han senere udgav, Londoner-Konferencen, Nordslesvigs Tilbagegivelse og Avgustforeningen (1865) og De konservative, Kongedømmet og Demokratiet (1868), søgte han at godtgøre nødvendigheden af en konservativ politik, særlig med fast tilslutning til kongedømmet. Fremdeles udtalte han sig 1870 i en tidsskriftartikel om "nationalitetssagen" skarpt imod skandinavismen og imod nationalhad mod tyskerne, i det Danmarks kald fremstilledes som kosmopolitisk og dets naturlige bestemmelse at være en i national henseende neutral jordbund. 1865 havde han søgt valg i Aalborg til Rigsrådets Folketing, men havde lige så lidt held hermed som med at opnå valg til dets Landsting, og han kom således ikke til at spille nogen ny politisk rolle. Han var derfor helt forglemt, da han døde 4. november 1893.
Dannebrogordenens Kommandørkors havde han fået 1855. 1842 havde han ægtet Agnete Cathrine Thora Toft (23. december 1814 – 23. december 1891), datter af byskriver i Thisted Nicolai Peter Georg Toft (1786-1832).
Under sit ophold i Flensborg lod han i 1851 arkitekten J.D. Herholdt udarbejde tegninger til en villa på Duborggade (Duburger Strasse) i Rosenborg-stil. Den er enten nedrevet eller blev aldrig opført.
Han er begravet på Solbjerg Parkkirkegård.